# طاكن
الطَّاكِن أو الطَّاكَان أو الطِّخِّيم (الاسم العلمي: Budorcas taxicolor) حيوان ثديي ضخم ذو أظلاف، شبيه بالأغنام وثيران المسك. ويعيش الطاكن في وسط وغربي وجنوب غربي الصين، وبورما وفي جبال الهملايا. ويعيش في غابات الخيزران الكثيفة وبين نباتات الرودودندرون الأكثر كثافة على المنحدرات العالية المخددة.
ويشبه الطاكن ثور المسك مع أرجل أمامية ضخمة، ورأس ضخم ورقبة غليظة. وله فرو خشن يتراوح لونه بين البني الضارب إلى السواد والأبيض الذهبي أو الأصفر. ويظهر خط غامق على طول منتصف الظهر، ولكل من الذكر والأنثى قرنان، وقرنا الأنثى أصغر. وقد يصل طول الطاكن عند الكتف إلى 110سم كما قد يصل وزنه إلى 350 كجم. والإناث أثقل وزنًا من الذكور.
وينشط الطاكن غالبا عند الغسق والفجر ولكنه قد يكون نشطا طوال النهار في الجو الضبابي أو الغائم. ويقضي ساعات النهار عادة مختبئا بين النباتات الكثيفة. وخلال الأشهر الدافئة يأكل الأشجار الصغيرة، والحشائش والأعشاب الطرية، وفي الشتاء يأكل أطراف جذوع الخيزران المستدقة وفروع الصفصاف.
يتجمع الطاكن خلال الصيف في قطعان كبيرة يقودها ثور عجوز. وتكون القطعان أقل عدداً في الشتاء وترحل إلى أسفل الوديان. يتزاوج الطاكن في يوليو أو أغسطس، وتضع الأنثى صغيرًا واحدًا في مارس أو أبريل.